# Cal Dalton
Cal Dalton est un scénariste, animateur et réalisateur américain de dessins animés, né le 21 décembre 1908 et décédé en 1974.